# Lauren Tamayo
Lauren Tamayo (Lauren Franges de soltera) (Bethlehem, Pennsilvània, 25 d'octubre de 1983) és una ciclista estatunidenca especialista en pista. Va aconseguir una medalla de plata als Jocs Olímpics de Londres quan va substituir a Jennie Reed a la final.

## Palmarès en pista
- 2010
  - Campiona als Campionats Panamericans en persecució per equips (amb Sarah Hammer i Dotsie Bausch)
- 2012
  -  Medalla de plata als Jocs Olímpics de Londres en Persecució per equips (amb Sarah Hammer, Dotsie Bausch i Jennie Reed)
  -  Campiona dels Estats Units en persecució per equips

## Palmarès en ruta
- 2007
  - Vencedora d'una etapa a la San Dimas Stage Race
  - Vencedora d'una etapa al Tour de Toona
- 2016
  -  Campiona dels Estats Units en critèrium